# Jolonica hedleyi
Jolonica hedleyi är en armfotingsart som beskrevs av Dall 1920. Jolonica hedleyi ingår i släktet Jolonica och familjen Frenulinidae. Inga underarter finns listade i Catalogue of Life.